# Karyne
Cette page présente le prénom Karyne ainsi que ses variantes.
Karyne est un prénom féminin anglophone et francophone surtout employé aux États-Unis et dans les pays anglophones et francophones qui vient du mot latin carus qui signifie « aimé ». 
Les Karyne sont fêtées le 5 mars et 7 novembre. 

## Saintes chrétiennes
- Sainte Mélassippe (Carine D'Ancyre), fêté le 7 novembre.

## Personnes portant ce prénom
- Pour l'ensemble des articles sur les personnes portant ce prénom, consulter :
  - la liste des articles dont le titre commence par ce prénom
  - les listes produites par Wikidata : Liste des personnes de prénom « Karyne » — même liste en incluant les éventuels prénoms composés qui contiennent « Karyne ».

- Karyne Di Marco
- Karyne Lemieux